# Sabur-Maczkasy
Sabur-Maczkasy (ros. Сабур-Мачкасы) – wieś (ros. село, trb. sieło) w środkowej Rosji, wiejskie centrum administracyjne Rejonu czamzińskiego w Republice Mordowii.
W 2010 r. miejscowość liczyła sobie 465 mieszkańców.